# Tårstad
Tårstad est une localité du comté de Nordland, en Norvège.

## Géographie
Administrativement, Tårstad fait partie de la kommune d'Evenes.